# 穆拉特河
39°24′N 43°45′E / 39.400°N 43.750°E

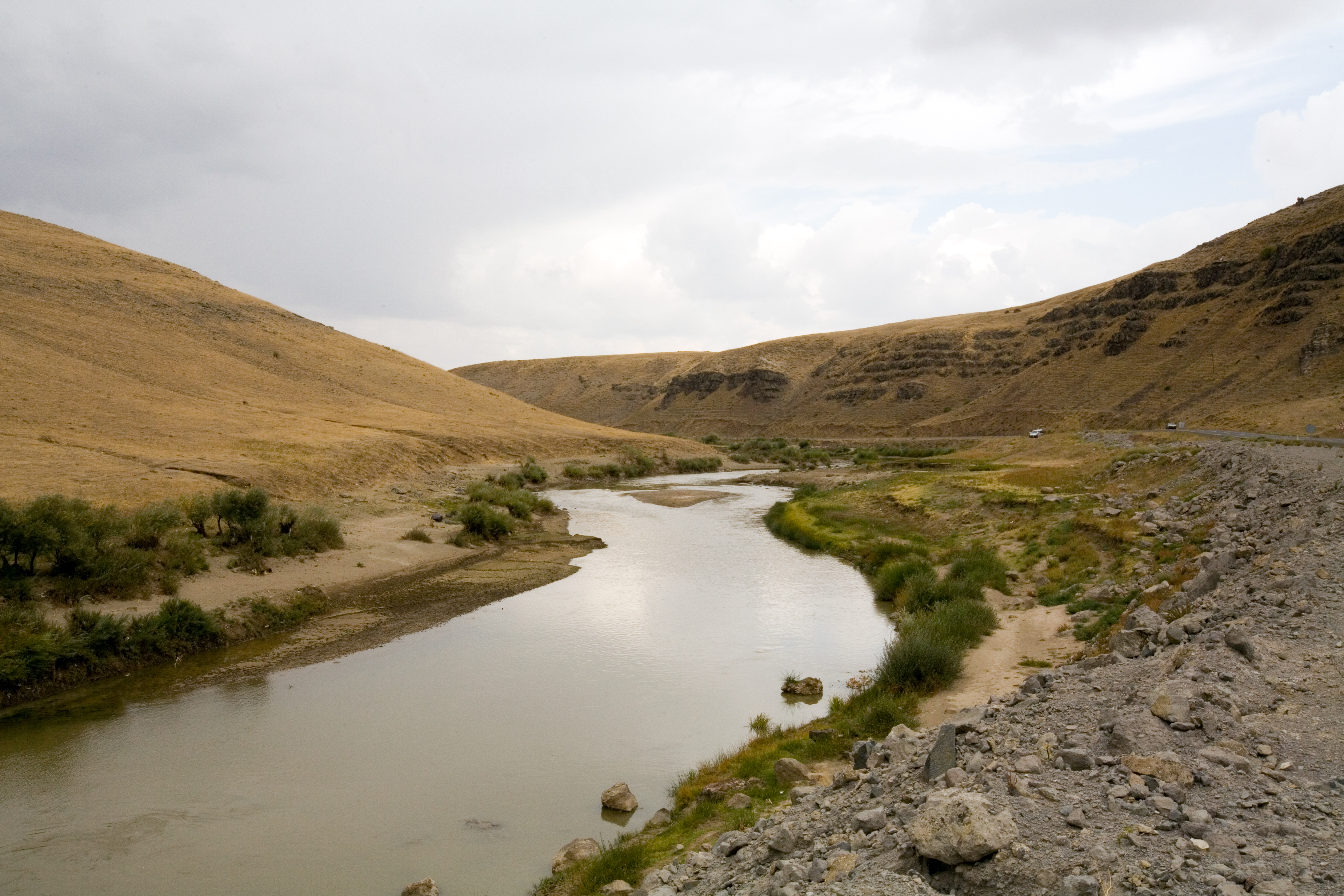

穆拉特河是土耳其的河流，河道全長722公里，流域面積約40,000平方公里，發源自凡湖以北的亞拉臘山，最終與卡拉蘇河匯流成幼發拉底河。